# Фрунзень (Нямц)
Фрунзень, Фрунзені (рум. Frunzeni) — село у повіті Нямц в Румунії. Входить до складу комуни Костіша.
Село розташоване на відстані 259 км на північ від Бухареста, 28 км на південний схід від П'ятра-Нямца, 86 км на південний захід від Ясс, 143 км на північний схід від Брашова.

## Населення
За даними перепису населення 2002 року у селі проживала 671 особа, з них 667 осіб (99,4%) румунів. Рідною мовою 667 осіб (99,4%) назвали румунську.